# Glassic Motor Car Company
Glassic Motor Car Company, bis 1971 Glassic Industries Inc., war ein US-amerikanischer Automobilhersteller, der von 1966 bis 1976 in Palm Beach (Florida) ansässig war. Gegründet wurde die Firma von Jack Faircloth und seinem Sohn Joel als Glassic Industries, Inc. in West Palm Beach. 1972 erfolgte der Verkauf an Fred Pro und in der Folge der Umzug nach Palm Beach und die Umfirmierung. 1975 musste das Unternehmen Konkurs anmelden. Die Konkursmasse wurde teilweise von Replicars Inc. und Total Performance übernommen.

## Beschreibung
1966 wurde die Replika eines zweitürigen Ford Modell A-Roadster auf Basis des International Harvester Scout vorgestellt. Der Wagen hatte den Vierzylinder-Reihenmotor des International mit 2488 cm³ Hubraum und einer Leistung von 93 bhp (68 kW) bei 4400 min−1. Der Radstand betrug 2540 mm.
1968 kam als zweites Modell ein zweitüriger Phaeton dazu, ansonsten gab es wenig Änderungen. 1969 vergrößerte International den Motor des Scout auf 3202 cm³, was dem Motor des originalen Ford A entsprach. Die Leistung stieg auf 111 bhp (81,6 kW) bei 4000 min−1. In dieser Form wurden die beiden Wagen bis 1971 gebaut und kostete zum Schluss US$ 5995,–. Bis dahin entstanden etwa 300 Exemplare.
1972 übernahm Fred Pro die Firma und leitete einige Änderungen an den Modellen ein. Der Radstand wuchs auf 2591 mm und der International-Motor wurde durch einen V8-Motor von Ford ersetzt, der aus 4949 cm³ Hubraum eine Leistung von 210 bhp (154 kW) bei 4600 min−1 schöpfte. Der Preis stieg um US$ 1000,– an, aber der sehr viel stärkere Motor passte nicht mehr recht zu dem Fahrzeug und zur Erwartung der Kunden. 1975 wurde die Leistung des ansonsten unveränderten Motors auf Grund der neuen SAE-Leistungsermittlung mit 138 nhp (101,5 kW) angegeben. Der Preis stieg auf US$ 8900,–.
1975 wurde erstmals ein vollkommen neues Modell vorgestellt, der Romulus. Er stellte eine Replika des Auburn Speedster von 1935 dar. Sein Radstand betrug 3226 mm und er wurde vom selben 4,9 l-V8 von Ford angetrieben. Der Verkaufspreis lag bei US$ 19.000,–.